# The Shadow
The Shadow (рус. Тень) — американский pulp-журнал, издававшийся компанией Street & Smith с 1931 по 1949 год. Основу каждого номера журнала составлял детективно-приключенческий роман о Тени — таинственном супергерое, боровшемся с преступностью и несправедливостью. Журнал стал первым в ряду популярных в 1930-х годах так называемых «журналов одного героя» (англ. Hero Pulps).

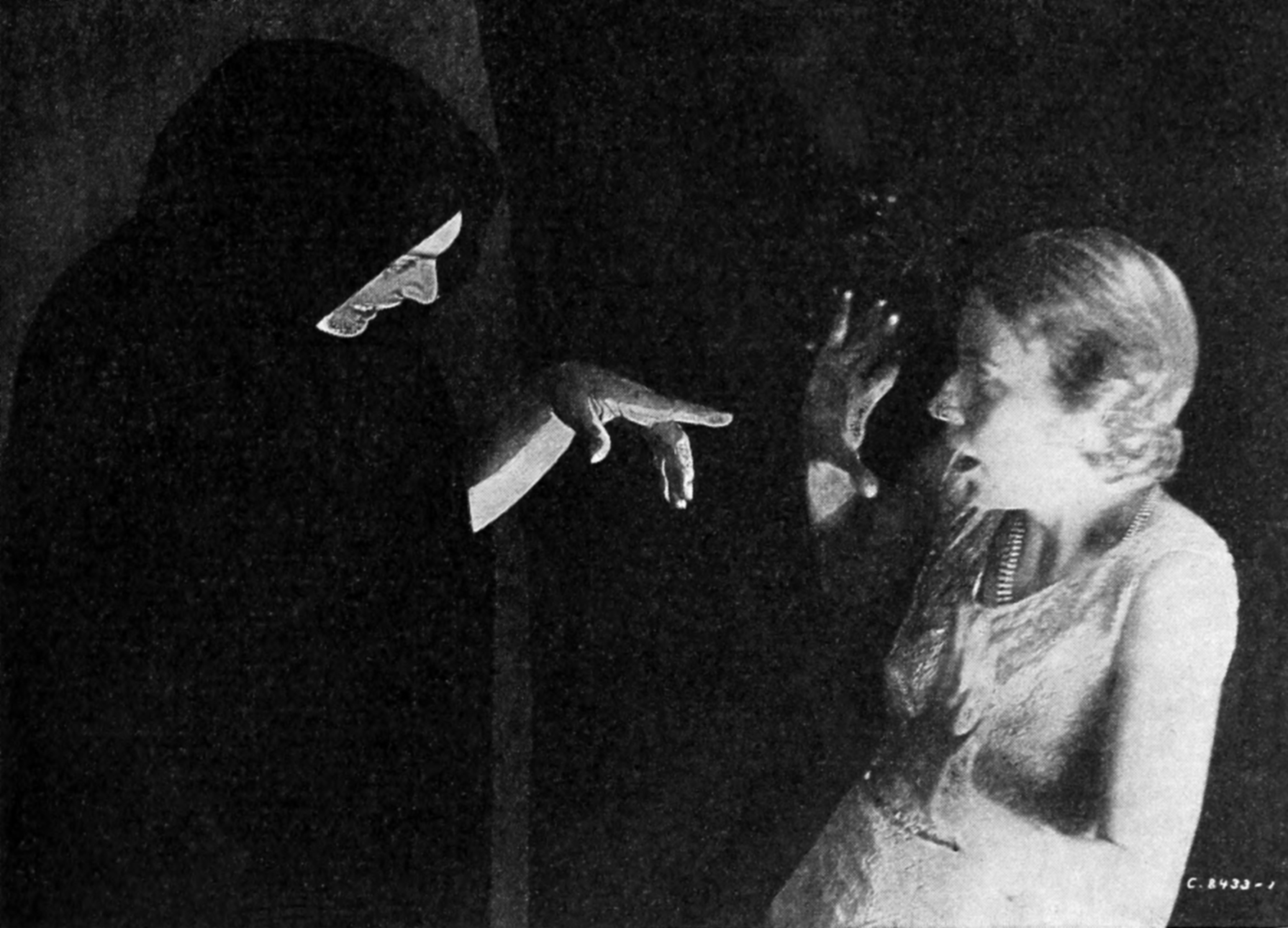
Рекламная фотография для Часа детективной истории с Джеймсом Ла Курто в The Shadow (1930)

## История журнала
Идея нового журнала появилась благодаря детективной радиопрограмме, спонсировавшейся Street & Smith, которая представляла собой антологию адаптированных рассказов из журнала «Detective Stories». Передачи вёл персонаж по имени Тень (англ. Shadow), который говорил глухим таинственным голосом и отличался зловещим смехом. Первоначально персонажа озвучивал Джеймс Ла Курто, которого через четыре месяца заменил актёр Фрэнк Ридик-младший. Узнав о популярности передачи среди радиослушателей об этом, директор Street & Smith Генри Рэлстон зарегистрировал в конце 1930 года название для нового журнала «The Shadow, A Detective Magazine» и предложил сотрудникам компании создать журнал, целиком посвященный приключениям этого персонажа. Главным редактором журнала стал Джон Нановик.
Для написания произведений о Тени был нанят писатель, журналист и иллюзионист Уолтер Браун Гибсон, который придумал также псевдоним «Максвелл Грант» (поскольку права на персонаж принадлежали издательству, все произведения должны были выходить под псевдонимом). Гибсон также придумал, что именно представляет собой персонаж. В первых романах Тень — это человек, в совершенстве овладевший фантастической способностью прятаться в тенях, исчезать, отвлекая внимание, и принимать облик других людей. Его настоящее лицо и имя никому не известны. В борьбе с преступниками ему помогают несколько человек, которые обязаны ему жизнью, но которые тоже ничего о нём не знают и общаются с ним, оставляя письма в почтовом ящике квартиры, дверь которой никогда не открывается. Иногда они получают зашифрованные указания через радиопередачи, замаскированные под детективные радиоспектакли. Если они попадают в беду, Тень приходит на помощь в гриме или маске и каждый раз остаётся неузнанным.
По договору, Гибсон должен был для начала написать четыре романа о Тени. Однако продажи уже первого номера, который вышел 1 апреля 1931 года, были настолько успешными, что было принято решение превратить журнал из ежеквартального в ежемесячный («The Shadow Monthly» с октября 1931 года). Ещё через год журнал стал выходить дважды в месяц («The Shadow Magazine» с октября 1932 года), и в каждый номер Уолтер Гибсон писал новый роман о Тени (всего он написал их 283). Впоследствии издательство также пригласило к участию в проекте Теодора Тинсли, который в период с 1936 по 1943 год написал 27 романов о Тени.
Успеху журнала способствовали выразительные обложки художников Джорджа Розена и, с конца 30-х годов, Грейвса Глэдни.
В каждом номере журнала публиковался один небольшой (около 6 авторских листов) роман «Максвелла Гранта» о Тени (обычно иллюстрированный) и несколько детективных и приключенческих рассказов других авторов, а также рубрики писем читателей и материалы, представлявшие интерес для фанов (при журнале был образован заочный читательский клуб, членом которого мог стать каждый, кто прочел не менее сотни романов о Тени).
Издательство активно эксплуатировало популярность персонажа и в других медиа. Персонаж поначалу эпизодически появлялся на радио, а начиная с 26 сентября 1937 года началась трансляция серии радиоспектаклей, в которых роль Тени играл тогда ещё не ставший знаменитостью Орсон Уэллс. В 1940 году издательство начало также выпуск серии комиксов, сценарии для которых также адаптировал Уолтер Гибсон. В том же году был выпущен киносериал «Тень», состоявший из 15 эпизодов.
После вступления США во Вторую мировую войну запасы бумаги перевели в стратегический резерв и издательства оказались вынуждены соизмерять тиражи изданий с выделяемыми квотами. Весной 1943 года было решено снизить периодичность выпуска «The Shadow» до ежемесячной, затем формат журнала был уменьшен до дайджеста.
В 1946 году Уолтер Гибсон расторг контракт со Street & Smith и издательство пригласило вместо него писателя Брюса Эллиотта, который в период с 1946 по 1948 год написал 15 романов о Тени. Ричард Уормсер написал две истории о Тени
.
С начала 1947 года журнал стал выпускаться шесть раз в год сдвоенными номерами, а с осени 1948 года — ежеквартально. Тогда же издательство попыталось вернуть журнал к прежнему формату и стилистике, однако время было упущено и летний выпуск 1949 года стал последним.

## Значение и влияние
Успех «The Shadow» привёл к появлению целого нового класса популярной периодики — так называемых «журналов одного героя» (hero pulps), которые стали одним из стержневых явлений в американском журнальном бизнесе 1930—1940-х годов. Созданные для развития успеха «The Shadow» или для конкуренции с ним журналы «Doc Savage», «Spider», «Operator № 5», «G-8 and His Battle Aces», «Captain Future» и другие пользовались значительным успехом у читателей, хотя ни один из них так и не смог превзойти по популярности Тень.
Идея супергероя, благодаря Тени укрепившаяся в журнальной приключенческой литературе, стала одной из основных для возникшей в конце 1930-х годах индустрии комикс-периодики и впоследствии оказала огромное влияние на развитие американской и мировой массовой культуры.